# Kürassier-Regiment „Graf Wrangel“ (Ostpreußisches) Nr. 3

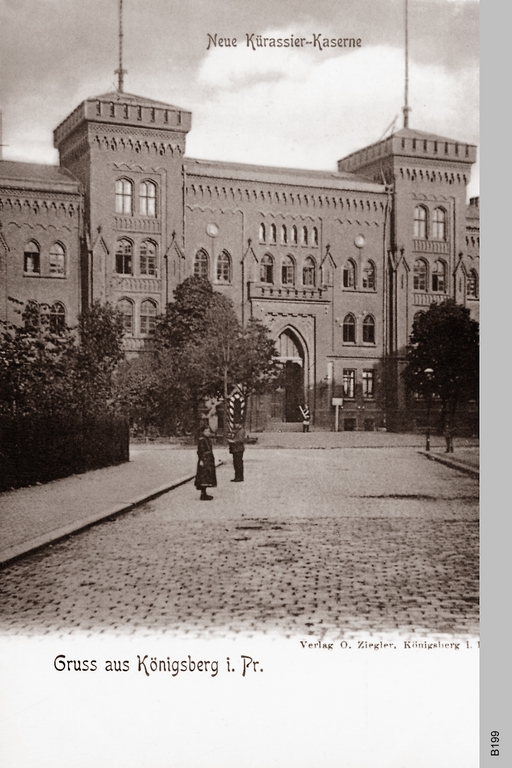
Kürassierkaserne in Königsberg von 1873

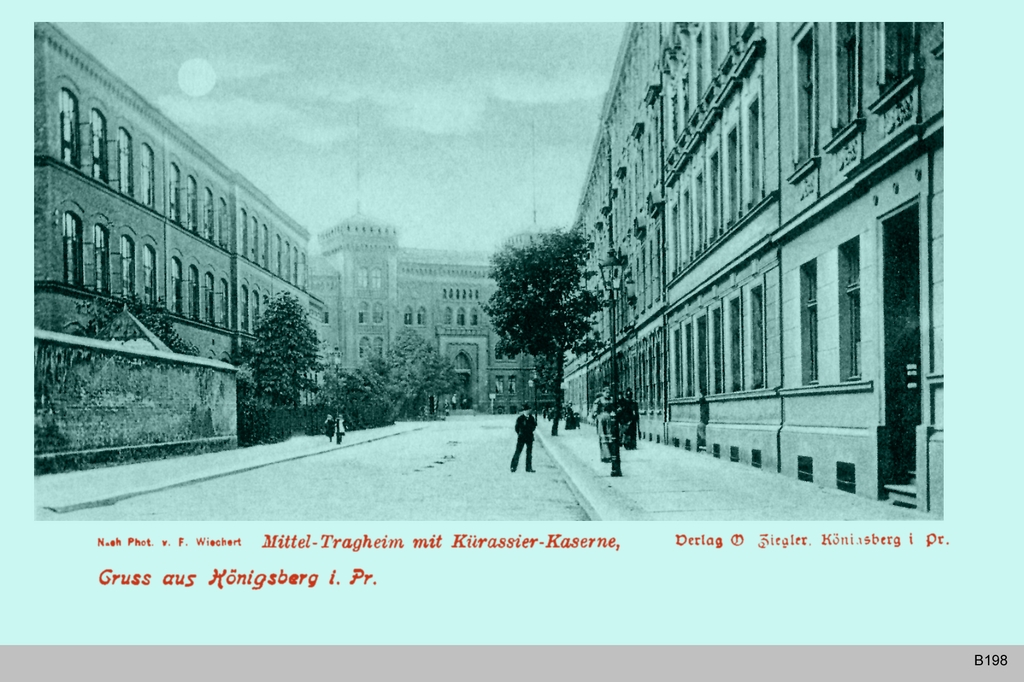
Kürassierkaserne in Mitteltragheim

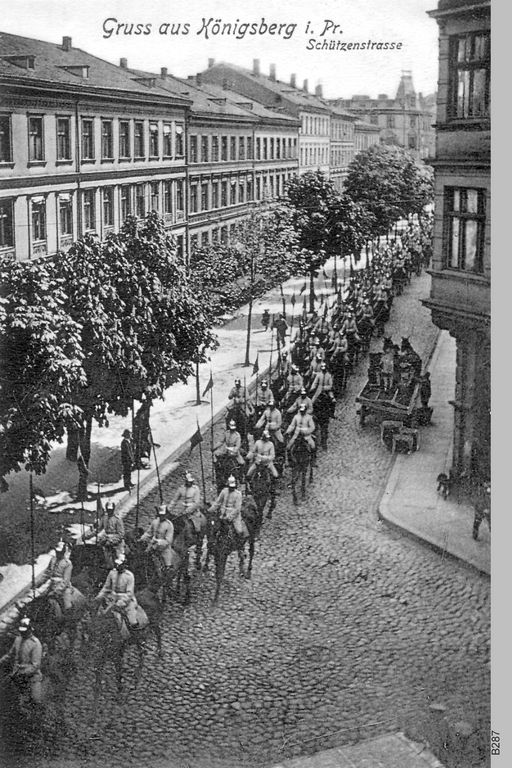
Ausziehende Kürassiere in der Schützenstraße in Königsberg

Das Kürassier-Regiment „Graf Wrangel“ (Ostpreußisches) Nr. 3 war eine Kavallerieverband der Preußischen Armee.

## Verbandszugehörigkeit 1914
- I. Armee-Korps in Königsberg – Kommandierender General: Generalleutnant Hermann von François (mit der Führung beauftragt)
  - 1. Division in Königsberg – Kommandeur: Generalleutnant Hans von Guretzky-Cornitz
    - 1. Kavallerie-Brigade in Königsberg – Kommandeur: Oberst Wedig von Glasenapp

Stiftungstag des Regiments war der 19. April 1717.
Das Regiment behielt seinen Kavallerie-Status bis zum Ende des Ersten Weltkrieges.

## Aufstellung
Im Jahre 1717 ordnete König Friedrich Wilhelm I. mit A.K.O. die Bildung eines Dragonerregiments „von Wuthenow“ an, wozu die entlassenen deutschen Truppen des Königs August II. von Polen, Kurfürst von Sachsen herangezogen wurden. Im Jahre 1727 teilte man die Einheit in das Dragonerregiment „von Cossel“ und das Dragonerregiment „von Dockum“. Das Dragonerregiment „von Cossel“ wurde am 8. November 1807 in Ostpreußisches Dragonerregiment „von Zieten“ umbenannt und 1808 in ein Kürassier- und ein Dragoner-Regiment geteilt. Das Kürassier-Regiment erhielt im Mai 1819 die Bezeichnung 3. Kürassier-Regiment (1. Ostpr.) Nr. 2. Am 15. August 1866 erfolgte eine erneute Umbenennung in Ostpreußisches Kürassier-Regiment Nr. 3 und seit dem 27. Januar 1889 hieß das Regiment durch A.K.O. Kürassier-Regiment „Graf Wrangel“ (Ostpreußisches) Nr. 3. Seit 1741 war die Garnison ununterbrochen Königsberg.

## Feldzüge und Gefechte
- Erster Schlesischer Krieg
- Zweiter Schlesischer Krieg
- Siebenjähriger Krieg (Teilnahme an der Schlacht bei Hohenfriedberg, bei Zorndorf und Kunersdorf)
- In den Befreiungskriegen von 1813 bis 1815 kämpften die Kürassiere in der Schlacht bei Großgörschen am 2. Mai 1813 und in der Völkerschlacht bei Leipzig. Im Jahre 1816 kehrte das Regiment in seine Garnison zurück.

### Deutscher Krieg
Das Regiment gehörte zur Reserve und rückte in Böhmen ein. Nach nur geringfügigen Kampfhandlungen erfolgte im September 1866 die Rückkehr nach Königsberg.

### Deutsch-Französischer Krieg

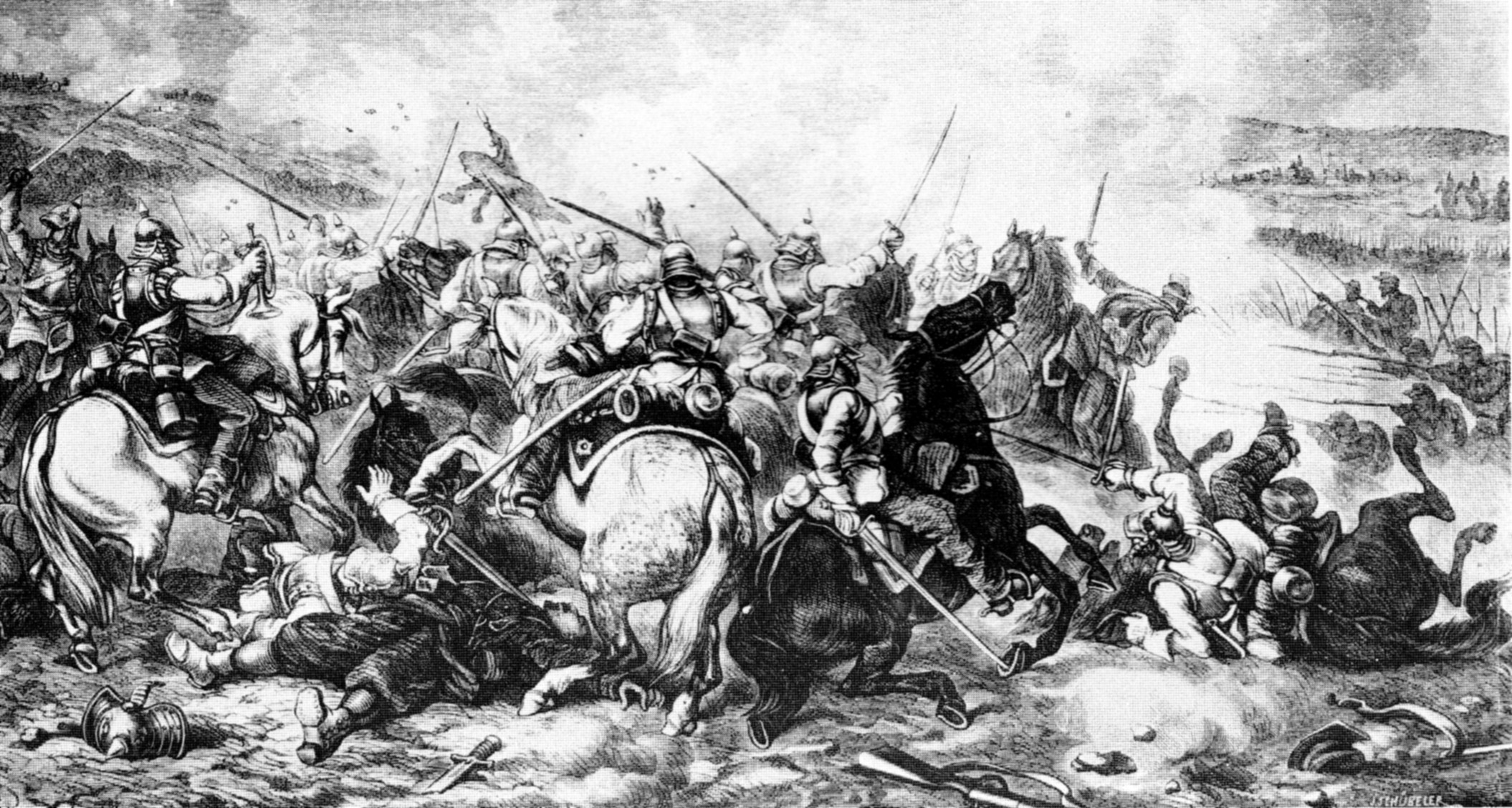
Kürassiere in der Schlacht bei Gravelotte

Im Verband der 1. Kavallerie-Division kämpften die Kürassiere bei Mars-la-Tour und Gravelotte. Nach der Kapitulation von Metz wurde das Regiment in den Raum Orléans verlegt. Hier kam das Regiment am 28. November 1870 in der Schlacht bei Beaune-la-Rolande dem hannoverschen Korps gerade noch rechtzeitig zur Hilfe, um eine drohende Niederlage in einen Sieg umzuwandeln. Danach wurden die Kürassiere bei Orléans und Tours gegen die französische Loirearmee eingesetzt. Die Verfolgung der bei Orléans geschlagenen Franzosen führte das Regiment bis nach Vendôme. Nach dem Waffenstillstand verblieb die Einheit zunächst noch bis März 1871 bei den Besatzungstruppen in Amboise und kehrte am Mitte Juni 1871 nach Königsberg zurück.

### Erster Weltkrieg
Nach der Mobilmachung rückte der Verband nach Osten aus, wo die Einheit in den Schlachten bei Gumbinnen, bei Tannenberg und an den Masurischen Seen gegen die Armeen Rennenkampffs eingesetzt wurde. Nach der Winterschlacht in Masuren im Februar 1915 verwendete man das Regiment kavalleristisch an der Ostseeküste in Litauen und Kurland, wo es im August 1917 an der Einnahme von Riga teilnahm. Bis zum Mai 1918 verblieben die Kürassiere in diesem Teil des Landes und kämpften während dieser Zeit gegen russische Revolutionstruppen. Danach erfolgte die Verlegung in die Ukraine, wo Sicherungsaufgaben wahrgenommen wurden.

### Verbleib
Ab dem Dezember 1918 begann der Rückmarsch nach Deutschland, der teilweise gegen den Widerstand ukrainischer Truppen erkämpft werden musste. Zu Beginn des Jahres 1919 erreichte das Regiment seine Heimatgarnison, wo es demobilisiert und aufgelöst wurde. Freiwillige aus diesem Verband stellten noch bis 1920 Sicherungstruppen gegen polnische Insurgenten.
Die Tradition übernahm in der Reichswehr die 6. Eskadron des 2. (Preußisches) Reiter-Regiments in Osterode.

## Regimentschef
| Dienstgrad                         | Name                                       | Datum                                   |
| ---------------------------------- | ------------------------------------------ | --------------------------------------- |
| Generalleutnant                    | Christoph Johann Friedrich Otto von Zieten | 1807–1813                               |
|                                    | Großfürst Constantin von Rußland           | 16. November 1813 bis 17. Juni 1831     |
| Generalfeldmarschall               | Friedrich von Wrangel                      | 16. September 1845 bis 1. November 1877 |
| Generalmajor/ Generalfeldmarschall | Eugen von Österreich-Teschen               | 27. April 1895 bis Auflösung            |

## Kommandeure
| Dienstgrad   | Name                                      | Datum     |
| ------------ | ----------------------------------------- | --------- |
| Generalmajor | Heinrich Jordan von Wuthenau              | 1717–1727 |
| Generalmajor | Johann Kaspar von Cosel                   | 1727–1734 |
| Generalmajor | Johann Adolf von Möllendorff              | 1734–1747 |
| Generalmajor | Ludwig Wilhelm von Schorlemmer            | 1747–1760 |
| Generalmajor | Karl Friedrich von Meyer                  | 1760–1775 |
| Generalmajor | Christian Wilhelm Siegmund von Posadowsky | 1775–1787 |
| Generalmajor | Hans Heinrich Ludwig von Rohr             | 1787–1790 |
| Generalmajor | Philipp August Wilhelm von Werther        | 1790–1803 |
| Oberst       | Johann Kasimir von Auer                   | 1803–1807 |

Kommandeure nach 1806
| Dienstgrad                  | Name                             | Datum                                                        |
| --------------------------- | -------------------------------- | ------------------------------------------------------------ |
|                             | Konstantin von Twardowski        | 07. September 1808 bis 4. Juli 1813                          |
| Major/Oberstleutnant/Oberst | Hans von Werder                  | 21. Juni 1813 bis 20. August 1816                            |
| Oberstleutnant/Oberst       | Samuel Alexander von Manstein    | 18. September 1816 bis 26. März 1831                         |
| Oberst                      | Karl Ludwig Heinrich von Preußer | 30. März 1831 bis 20. März 1838                              |
| Oberst                      | Konrad von Heuduck               | 30. März 1838 bis 24. März 1841                              |
|                             | August von Kalckreuth            | 25. März 1841 bis 29. März 1844                              |
| Major/Oberstleutnant/Oberst | Gustav Julius von Wechmar        | 30. März 1844 bis 17. April 1850                             |
| Major/Oberstleutnant/Oberst | August von Oelrichs              | 18. April 1850 bis 31. Mai 1856                              |
| Oberstleutnant              | Adolf Theodor Kulenkamp          | 01. Juni 1856 bis 8. Juli 1857                               |
| Oberstleutnant              | Friedrich von Graevenitz         | 09. Juli 1857 bis 11. Mai 1860                               |
|                             | Siegmar zu Dohna                 | 12. Mai 1860 bis 29. Oktober 1866                            |
| Major/Oberstleutnant/Oberst | Wilhelm von Winterfeld           | 30. Oktober 1866 bis 14. August 1872                         |
| Oberstleutnant              | Friedrich Ludwig von Mecklenburg | 15. August 1872 bis Oktober 1874                             |
|                             | Wilhelm von Bernhardi            | 17. Februar 1874 bis 28. Januar 1878                         |
|                             | Oskar von Schäffer               | 29. Januar 1878 bis 14. April 1882                           |
|                             | Ernst von Troschke               | 15. April 1882 bis 23. Juli 1883                             |
| Major                       | Clemens von Fürstenberg-Borbeck  | 24. Juli bis 22. August 1883 (in Vertretung)                 |
| Major                       | Clemens von Fürstenberg-Borbeck  | 23. August bis 19. Oktober 1883 (mit der Führung beauftragt) |
| Major/Oberstleutnant        | Clemens von Fürstenberg-Borbeck  | 20. Oktober 1883 bis 12. März 1884                           |
|                             | Friedrich von Broich             | 13. März 1884 bis 10. Februar 1886                           |
|                             | Otto von Rosen                   | 11. Februar 1886 bis 23. März 1890                           |
|                             | Oskar von Rabe                   | 24. März 1890 bis 12. Mai 1895                               |
|                             | Adolf von Oertzen                | 13. Mai 1895 bis 19. Juli 1897                               |
|                             | Willibald von Schmettow          | 20. Juli 1897 bis 17. April 1901                             |
| Oberstleutnant              | Friedrich von Boddien            | 18. April 1901 bis 17. Juli 1902                             |
|                             | Paul Schalscha von Ehrenfeld     | 18. Juli 1902 bis 17. Februar 1908                           |
|                             | Franz von Horn                   | 18. Februar 1908 bis 18. Juni 1909                           |
|                             | Hermann von Böhl                 | 19. Juni 1909 bis 3. Juli 1910                               |
|                             | Werner von Lenthe                | 04. Juli 1910 bis 18. November 1911                          |
| Major/Oberstleutnant        | Otto von Quast                   | 19. November 1911 bis 19. November 1913                      |
|                             | August von Lewinski              | 20. November 1913 bis 1918                                   |
| Major/Oberstleutnant        | Gilbert Graf Hamilton            | 20. August 1918 bis Februar 1919                             |

## Uniform
Bis 1912 wurde auch im Felde ein weißer Koller und weiße Stiefelhosen getragen. Offiziere waren mit Epauletten, Unteroffiziere und Mannschaften mit Schulterklappen ausgestattet. Dazu kamen schwarze Kürassierstiefel (sogenannte Kanonenstiefel) und der Kürassierhelm aus poliertem Eisenblech mit Abzeichen aus Tombak. Bei Paraden wurde zusätzlich ein weißmetallener, zweiteiliger Küraß sowie ein weißes Bandelier mit schwarzer Kartusche angelegt. Zum normalen Dienst trugen die Kürassiere einen dunkelblauer Waffenrock. Als Gesellschaftsuniform war dieser bei Offizieren mit Epauletten und Fransen ausgestattet. Dazu gehörte eine weiße Schirmmütze mit hellblauem Besatzstreifen.
Die Abzeichenfarbe auf den schwedischen Aufschlägen, dem Kragen und den Epaulettenfeldern war hellblau, die Knöpfe und Borten silberfarben. Auf den Epaulettenfeldern befand sich die Regimentsnummer. Zur Friedensuniform führten die Unteroffiziere und Mannschaften eine Stahlrohrlanze mit schwarz-weißer Lanzenflagge.
Bereits mit A.K.O. vom 14. Februar 1907 befohlen und ab 1909/1910 schrittweise eingeführt, wurde anlässlich des Kaisermanövers 1913 die bunte Uniform erstmals durch die feldgraue Felddienstuniform (M 1910) ersetzt. Diese glich vollkommen der Friedensuniform. Das Lederzeug und die Stiefel waren naturbraun, der Helm wurde durch einen schilffarbig genannten Stoffüberzug bedeckt. Das Bandelier und die Kartusche wurden zu dieser Uniform nicht mehr angelegt.